# Taraxacum hideoi
Taraxacum hideoi là một loài thực vật có hoa trong họ Cúc. Loài này được Nakai ex H.Koidz. miêu tả khoa học đầu tiên năm 1933.